# Governo di coalizione della Kampuchea Democratica
Il Governo di coalizione della Kampuchea Democratica è stata una alleanza anti-vietnamita formata dal Funcinpec di Norodom Sihanouk, dal Partito della Kampuchea Democratica di Pol Pot e dal Fronte di Liberazione Nazionale del Popolo Khmer (KPNLF) di Son Sann.

## Storia
La nascita della coalizione avvenne a Kuala Lumpur il 22 giugno 1982.
Tra gli anni 1980 ed i primi anni 1990 il GCKP riuscì ad ottenere aiuti militari e finanziari dagli Stati Uniti d'America in ragione della politica estera di Ronald Reagan, fondata sull'esigenza di impedire l'avanzata del comunismo sovietico in tutto il mondo, tra cui anche quello vietnamita. Nel 1985 il GCKD non riuscì ad ostacolare i raid vietnamiti che avvenivano nel nord-ovest del Paese. Nel 1987 Micheal Johns, un collaboratore di Reagan, riuscì a visitare i campi dei guerriglieri del GCKD. Questi uomini armati erano i reduci dell'Esercito Nazionale della Kampuchea Democratica.
Nel 1990 l'ONU promosse gli accordi di Parigi che sancirono la fine della guerra cambogiano-vietnamita, il GCKD venne rinominato come Governo Nazionale Cambogiano, quindi il GCKD fu dissolto nel 1993. I Khmer rossi, insoddisfatti, si rifugiarono a Pailin dove crearono uno stato non riconosciuto a livello internazionale, denominato Governo provvisorio dell'Unione nazionale e salvezza nazionale di Cambogia.